# زياد طارق عزيز بريسم
زياد طارق عزيز برسيم (مواليد 2 أغسطس 1977) هو لاعب كرة قدم عراقي معتزل، كان مركزه الدفاع، لعب مع عدة أندية عراقية ومن بينها نادي الزوراء والقوة الجوية والكرخ، ولعب لمنتخب العراق وشارك في نهائيات كأس آسيا 2000 في لبنان.